# Олари (Бузау)
Олари (рум. Olari) насеље је у Румунији у округу Бузау у општини Калвини. Oпштина се налази на надморској висини од 296 m.

## Становништво
Према подацима из 2002. године у насељу је живело 346 становника, од којих су сви румунске националности.